# レア作戦
レア作戦（フランス語: Opération Léa、ベトナム語: Chiến dịch Léa）は、第一次インドシナ戦争初期、フランス連合による1947年10月7日から11月8日にかけての軍事作戦。フランスのジャン=エティエンヌ・ヴァルイ将軍によるベトナム民主共和国を壊滅させる計画であった。予定では空挺がベトミンの首領たちを捕らえ、続いて3つの縦隊でベトミンの中心地帯に打撃を与えるはずだった。
実際の作戦では、空挺の落下傘降下がベトミンを驚かし、あと一歩でホー・チ・ミンとヴォー・グエン・ザップを捕虜にできたところまできたが、ベトミンは態勢を立て直してフランスの縦隊に反撃した。
作戦はすぐ中止され、フランス軍は低地へ撤退した。フランスは戦術的にはベトミンにおびただしい数の死傷者を出せたものの、戦略的にはベトミンの首領を捕らえられず、ベトミン軍にさほど損害を与えられなかったことから作戦は失敗とされた。

## 背景
1946年12月19日の襲撃以降、フランス連合は北部国境地帯の要点を着実に押さえ、ハイフォン、ハノイ、ランソン、カオバンを占領、さらにトンキン西部と南部といったベトミンの拠点も制圧した。残るトンキン東部も包囲したが、ベトミンがゲリラ戦術を採用したため戦争を終わらせることができなかった。フランスの指揮官ジャン＝エティエンヌ・ヴァルイもこの事実に気づき、情報機関から「ベトミンの本拠地はバックカン市にある」という情報を入手したヴァルイはバックカンへの奇襲でホー・チ・ミンらベトミンの指導者を捕らえ、ベトナムの独立運動を終わらせようとした。

## レア作戦

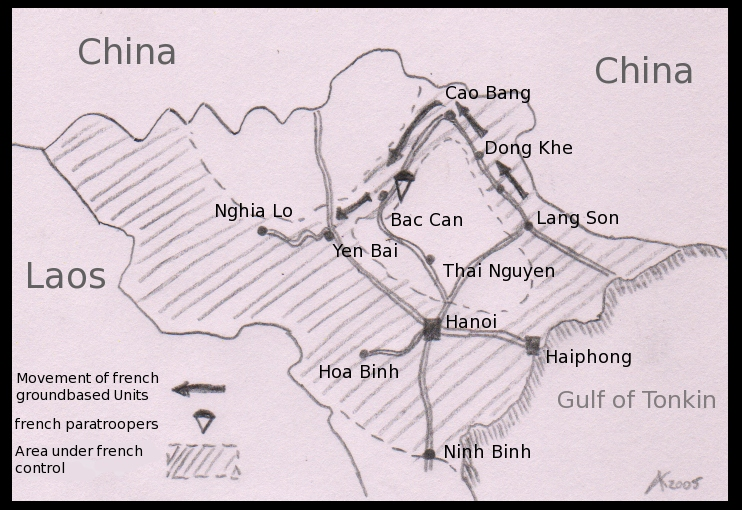
1947年秋、フランスによるレア作戦

作戦は10月7日に開始、1,100人の空挺兵がバックカン市にパラシュート降下した。空挺兵たちはすぐに同市を占領したが、ホー・チ・ミンなどベトミンの首領たちに逃げられた。
それとほぼ同時、フランス10個大隊（約1万5千人）はランソンからカオバンに移動、続いて南下してグエンビンを通過してバックカンへ向かおうとした。この行軍の目的は中国からの補給と増援を遮断し、同時にベトナム軍を包囲殲滅することにあった。しかしながら、道路の整備の悪さと地雷原の影響でバックカン市周辺に到着するのは10月13日と遅れた。準備に余裕ができたベトミンの反撃は手強かったが、フランス軍は3日後の16日に突破して空挺兵を救出した。一方、フランスの河川部隊（4個大隊）はロー川とガム川を上る予定だったが、砂州などの障礙で行軍に遅延が生じ、戦闘に間に合わなかった。ベトミンの4万人のゲリラ部隊はほとんどがフランス包囲網から脱出、ホー・チ・ミンやヴォー・グエン・ザップ将軍などの首脳陣も同じく脱出した。11月8日、作戦は正式に中止された。フランスは作戦中止までにベトナム軍に9千人の損害を与えたと主張した。

## その後
レア作戦と後のサンチュー作戦が失敗したため、フランス軍は戦術を変更せざるを得なくなった。フランス本国の経済と財政上の問題により、インドシナ半島へさらなる増援を送ることは不可能であった。そこで、フランスはベトナムの国道に前哨部隊を設置して、トンキンの東北におけるベトミンの動きを封じようとした。しかし、ベトミンはこの前哨線を易々と突破して中国からの補給を得、反撃に打って出た。これが1947年の膠着から1949年から1950年にかけてのベトミンの勝利に繋がった。